# Tomasz Preljubowicz
Tomasz Prejlubowicz, serb. Tomo Preljubović; stgr. Θωμάς Κομνηνός Παλαιολόγος, Thōmas Komnēnos Palaiologos (zm. 1384) – despotes północnego Epiru w latach 1366 – 1384
Tomasz Prejlubowicz, serbski arystokrata znany również jako Tomasz Komnen lub Tomasz Komnen Paleolog, był synem Preljuba. Jego żoną była Maria Angelina Dukaina Paleologina, córka Symeona Urosza Siniszy, władcy Epiru. Na przełomie 1366 i 1367 roku wkroczył z serbskimi wojskami do Joaniny w celu obrony miejscowej ludności serbskiej przed atakami albańskimi i w krótkim czasie podporządkował sobie północny Epir., obalając teścia. Przyjął tytuł despotesa, co zostało nawet uznane przez Bizancjum. W 1374 roku odparł najazd despotesa południowego Epiru Gjin Bua Spaty zmierzającego do podporządkowania sobie całego Epiru. Według tradycji spisanej w „Kronice z Janiny” był człowiekiem okrutnym, prześladował duchownych, nakładał liczne i niesprawiedliwe podatki, co doprowadzało do licznych buntów poddanych.